# 聶文麟
聶文麟（1579年—1667年），字孟仁，號苏门，江西抚州府金溪县人。明朝政治人物。五月二十八日生。

## 生平
萬曆四十年（1612年）壬子科江西鄉試舉人，四十七年（1619年）己未科會試三百四十七名，未廷試，天啓二年（1622年）壬戌科进士，大理寺觀政，四年授应天府教授，五年迁国子监助教，七年再迁南兵部武库司主事，崇祯二年进职方郎中。崇祯四年（1631年）出为福建漳州府知府，振拔幽寒，问民疾苦，人不敢干以私。海洋商船素称利薮，秋毫无所与。时海盗刘香老出没岛屿间，文麟身先捍御，四境无事。巡抚邹维琏、巡按路振飞皆称其治行第一，六年丁母憂，后坐为郡丞彭德馨辨诬忤旨，服闋，降调浙江宁波府同知，崇祯十一年（1638年）升广东潮州府知府，十三年迁两淮盐运使。诸商久为权珰所困，文麟一意休息，商得苏而课亦不匮。十五年进广西布政司右参政，分守苍梧道，致仕归，甲申之变后不再出仕，自称石居遗民。卒于康熙丁未，年八十九。

## 事跡
聶文麟任郎中時，兵马司张某缉私铸，误伤诸生几毙，诸生诉之，参赞尚书委文麟讯，忽数百人譟马前，欲甘心于张，文麟温词止之，亟取胥役置诸法，诸生翕然。

## 家族
曾祖父聶達；祖父聶蔣，贈給事中。父聂良𣏌，隆庆二年进士，官廣西參議。